# Emi Nitta
Emi Nitta (新田 恵海 Nitta Emi?) es una seiyu y cantante japonesa, nacida en la prefectura de Nagano, Japón. Actualmente está afiliada a la empresa de gestión S. Ella se convirtió en una actriz de voz después de pasar una audición organizada por S. Es conocida por su papel de Honoka Kōsaka en Love Live! y Tokoha Anjō en Cardfight!! Vanguard G. Su primer gran debut como actriz de voz fue cuando interpretó a Ricca Morizono en Da Capo III. Ella hizo una aparición en el Bangkok Comic Con en julio de 2014.
Como parte del grupo μ's, ha sido condecorada con el premio "Mejor interpretación musical" en la novena edición de los Seiyū Awards.

## Filmografía
Los papeles principales están con negrita:

### Anime

#### 2011
- Uta no Prince-sama como una estudiante femenina de secundaria (ep 1); Chica (ep 3).
- T.P. Sakura - Time Paladin Sakura como Kotori Shirakawa.
- Kyōkai Senjō no Horizon como Malga Naruze[7]

#### 2012
- Kyōkai Senjō no Horizon II como Malga Naruze[7]

#### 2013
- Da Capo III como Ricca Morizono[8]
- Yūsha ni Narenakatta Ore wa Shibushibu Shūshoku o Ketsui Shimashita como Elsa Crucial
- Love Live! como Honoka Kōsaka[4][9]

#### 2014
- Locodol como Miyako Mima.
- Cardfight!! Vanguard G como Tokoha Anjou.

#### 2015
- Tantei Kageki Milky Holmes TD como Marine Amagi.
- Jitsu wa Watashi wa como Akari Kōmoto.
- Yamada-kun to 7-nin no Majo como Saeko Fukazawa.

### Videojuegos
- T.P. Sakura - Time Paladin Sakura (2011), Kotori Shirakawa.
- * Kyōkai Senjō no Horizon PORTABLE como Malga Naruze.[10]
- Fairy Fencer F (2013), Effole
- The Guided Fate Paradox (2013), Kuroiel Ryusaki.
- Ring Dream Joshi Pro-Wres Taisen (2013), Mutsumi Sawa.
- Atsumete! Trump Musume Reaction (2014), narration.
- Ayakashi Gohan (2014), Hyaku.
- Uchi no Hime-sama ga Ichiban Kawaii (2014), Princess Lilico.
- Girls × Magic (2014), Sakura Aoyagi.
- Sky Lore (2014), Olivia.
- Robot Girls Z Online (2014), Liking.
- Stella Glow (2015),Mordimort

## Discografía
| Título                                                  | Fecha de lanzamiento     |
| ------------------------------------------------------- | ------------------------ |
| (笑顔と笑顔で始まるよ! "Egao to egao de hajimaru yo!"?) | 10 de septiembre de 2014 |
| (探求Dreaming "Tankyū Dreaming"?)                       | 18 de febrero de 2015    |
| "NEXT PHASE"                                            | 18 de febrero de 2015    |

| Título                                                     | Fecha de lanzamiento |
| ---------------------------------------------------------- | -------------------- |
| Honnori Honokairo! (ほんのり穂乃果色! Faint Honoka Color?) | 25 de enero de 2012  |